# Sándor Képíró
Sándor Képíró (Sarkad, Imperi Austrohongarès, 18 de febrer de 1914 - Budapest, 3 de setembre de 2011) va ser un policia hongarès, capità de gendarmeria durant la Segona Guerra Mundial, acusat de crims de guerra comesos per les forces hongareses.

## Carrera militar
Nascut el 18 de febrer de 1914 a la localitat de Sarkad, va treballar d'oficial de policia de la gendarmeria hongaresa. El 1942 va ser destinat a Bačka, part de la regió iugoslava ocupada per Hongria que havia estat transferida arran de la invasió i divisió de Iugoslàvia per part de les potències de l'Eix. El gener de 1942 es van realitzar incursions a diverses parts de la regió, entre elles Novi Sad, i es van detenir i matar entre 3.000 i 4.000 civils, majoritàriament serbis i jueus. Képíró va participar en aquestes detencions i després va admetre el seu paper a l'onada repressiva. El 1944 va ser sotmès a judici, amb uns altres catorze militars i policies hongaresos acusats de participar en les incursions. El tribunal va comprovar que havia estat implicat a l'operació, però no va ser durament castigat.

## Esdeveniments posteriors
L'any 1948 les autoritats judicials hongareses de postguerra van reobrir el cas in absentia, basant-se en les proves d'un home anomenat János Nagy, que va afirmar haver estat membre de l'esquadró de Képíró l'any 1942. Temps després, Képíró va dir que mai no havia sentit a parlar de Nagy, però va ser declarat culpable i condemnat en absència a catorze anys de presó. Més tard es va saber que el servei secret comunista hongarès havia obtingut sota tortura el testimoni de Nagy.
Va ser condemnat una segona vegada el 1994, així i tot, va ser posat en llibertat i va fugir a l'Argentina. Fins a 1996 es va mantenir lluny de Budapest i va ser, després de la caiguda del govern comunista, que va tornar tranquil·lament a casa i no va ser identificat amb l'home condemnat l'any 1948.

## Al·legacions finals i judici

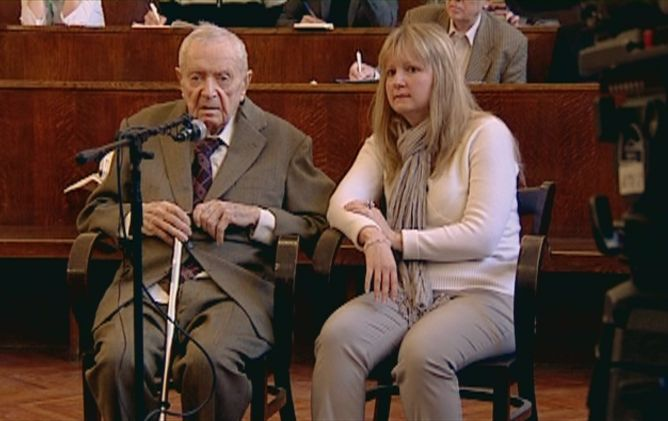
Képíró al judici penal de 2012.

El setembre de 2006, Efraim Zuroff del Centre Simon Wiesenthal el va identificar i el va acusar públicament de crims de guerra, basant-se en els veredictes dels tribunals de la dècada de 1940. Responent a les acusacions, Képíró va dir que en aquell moment havia estat un oficial de policia menor i que havia estat implicat en la detenció de civils, però no havia participat activament en les execucions, que van ser realitzades per soldats. Képíró també va dir que no estava disposat a participar en qualsevol cosa il·legal. Va comentar «Jo era l'únic que va demanar una ordre per escrit. En el moment de la massacre, estava reticent. Demostreu que jo era un criminal de guerra». El veredicte de 1944, proporcionat pel Centre Simon Wiesenthal, però, afirmava que, malgrat la sol·licitud d'ordres per escrit de Képíró, havia participat a la massacre, tot i que no es van donar cap mena d'ordre per escrit.
Els fiscals hongaresos van declarar que els veredictes deixaven de ser vàlids i que caldria reobrir una nova investigació, que podria durar anys. El 14 de setembre de 2009 va ser interrogat per la policia hongaresa. Tot i això, les acusacions formulades contra ell es van abandonar posteriorment per falta de proves.
El 2007 va acusar Efraim Zuroff de difamació i va iniciar un procés penal en contra d'ell en un tribunal de Budapest. El judici es va obrir l'octubre de 2010, però va ser desestimat dos mesos després sobre la base del veredicte del tribunal de guerra de 1944. i per la manca de presentació al tribunal de Képíró.
El 14 de febrer de 2011, els fiscals hongaresos van acusar formalment Képíró de crims de guerra. El cas va arribar a judici el 18 de juliol de 2011, quan un tribunal de Budapest el va absoldre. Després del veredicte de no culpabilitat, László Karsai, el principal historiador hongarès de l'Holocaust i fill d'un dels seus supervivents, va dir: «Sincerament, desitjo que Zuroff deixi de fer el que està fent. Vull dir: amb aquest tipus de mètodes que utilitza, amb tan poca evidència, intenta arrossegar la gent per la roba. Això no ho pot fer ningú, tampoc ho pot fer ni a un antic oficial de gendarmeria». Karsai va acusar Zuroff de ser un histèric i narcisista caçador de nazis, que treballava només per guanyar-se la bona vida i va afirmar que el Centre Wiesenthal va publicitar el cas per justificar la seva pròpia existència davant dels patrocinadors.
Képíró va morir en un hospital de Budapest a l'edat de 97 anys. La seva mort va ser anunciada per la seva família i el seu advocat, que va dir que creia que el judici de l'estiu havia contribuït a la mala salut del seu client. Zuroff va dir a la seva pàgina de facebook: «El nostre únic consol és que el judici ha afectat negativament la salut de Képíró».
Fins al 2011, Képíró va figurar a la llista dels criminals de guerra nazis més buscats pel Centre Simon Wiesenthal.